# August Ernst von Steigentesch
August Ernst von Steigentesch (Hildesheim, 12 gennaio 1774 – Vienna, 30 dicembre 1826) è stato un diplomatico, militare e nobile austriaco.

## Biografia
Figlio di un ministro di gabinetto dell'Elettorato di Magonza, August Ernst von Steigentesch nacque a Hildesheim nel 1774. Entrò nell'esercito austriaco nel 1789 e lavorò diligentemente sia come soldato e diplomatico, in particolare distinguendosi al fianco del generale Karl Philipp zu Schwarzenberg contro Napoleone Bonaparte. Raggiunse il grado di maggiore generale e divenne plenipotenziario militare austriaco al Bundestag sino al 1820.
Nel 1814 lavorò al fianco di Ioannis Kapodistrias, Stratford Canning e Claude Marie Gustave de Damas per la costituzione della Santa Alleanza e del Trattato Federale svizzero.
Fu appassionato scrittore e si dedicò in particolare alle commedie nelle quali descriveva con grande verità le piccole debolezze e follie delle persone; fu anche poeta e compositore di una serie di racconti che vennero pubblicati nel 1820 a Darmstadt in sei volumi.
Morì a Vienna nel 1826, un anno dopo essersi ritirato dal servizio diplomatico.